# Île de Penfret
L'île de Penfret est une île de l'archipel des Glénan au sud de Fouesnant dans le Finistère.

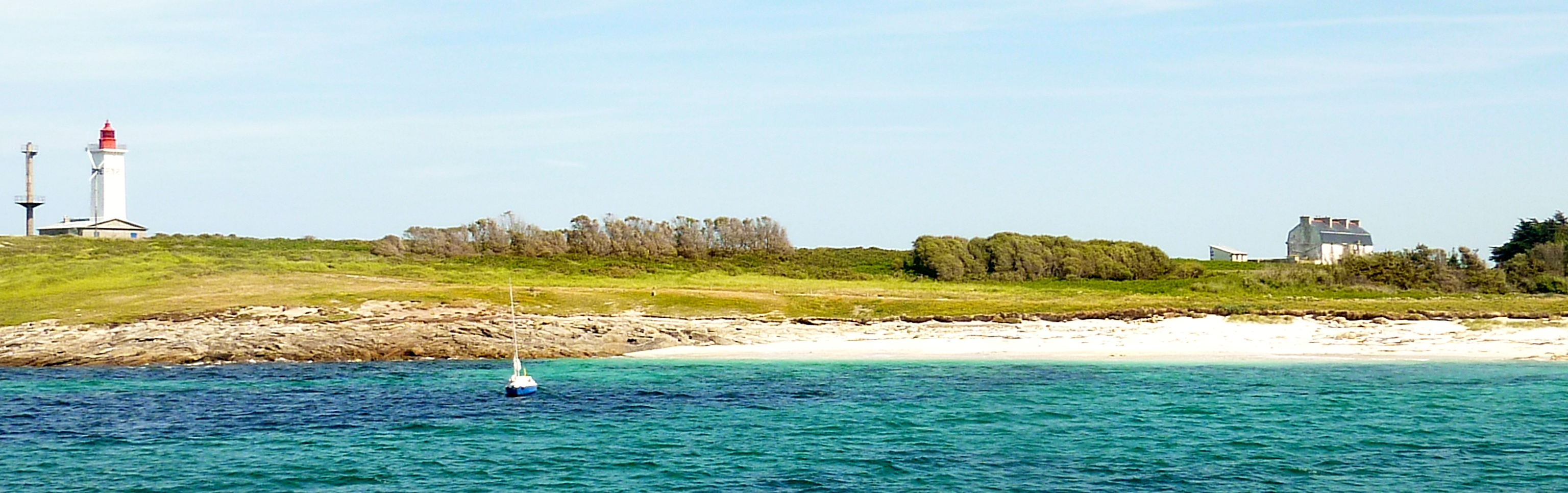
L'île de Penfret, partie nord.

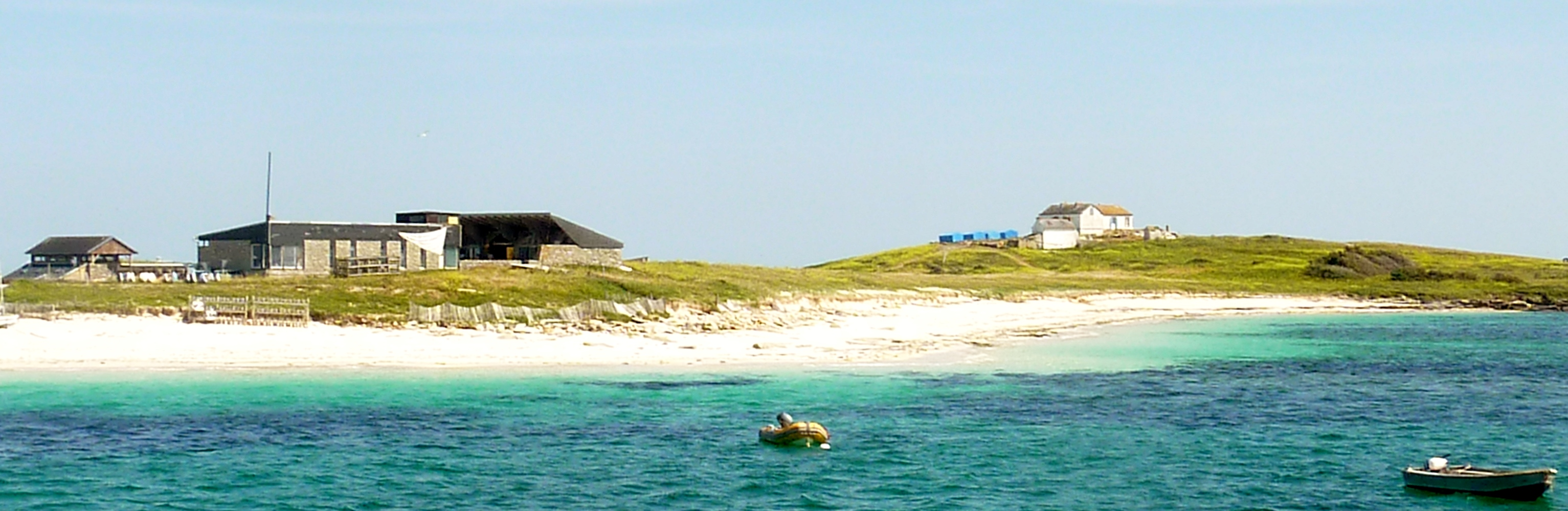
Île de Penfret, partie sud, le Centre nautique des Glénans.

Située à l'est de l'archipel, l'île de Penfret abrite un phare ainsi que le sémaphore de l'archipel.
Entre 1841 et 1847, un fort, muni de trois canons et deux mortiers, est construit sur l'île de Penfret pour pallier l'inutilité du fort Cigogne. Il fut désarmé en 1873, mais la Marine nationale y installa en 1911 une tour sémaphore de 26 m de haut et de 8 m de diamètre pour servir d'amer et mesurer la vitesse des cuirassés. Le fort abrita à nouveau un détachement de soldats pendant la Première Guerre mondiale. En 1921, le fort est cédé au Collège de France et utilisé par le laboratoire de biologie marine de Concarneau.
En 1891, le guetteur du sémaphore de Penfret, François-Marie Thépault, assura, faute d'instituteur, l'instruction scolaire donnée aux enfants de l'archipel, l'école publique se trouvant dans le fort de Penfret. Cette école fut supprimée en 1922 « en raison d'un effectif scolaire insuffisant ».
Le Pietro Orseolo, un cargo italien de 6 344 tonneaux, qui avait chargé des conserves dans le port de Concarneau, mais avait aussi toute une cargaison de matériels divers à destination du Japon, mouillé dans l'anse du Cabellou en baie de Concarneau, fut attaqué le 18 décembre 1943 par une vingtaine d'avions anglais et, tentant de s'échapper, coula au nord de l'île de Penfret.
L'école de voile les Glénans est propriétaire de la presque totalité de l'île depuis 1952. Elle est locataire du sémaphore depuis 1964.
La production d'électricité est principalement générée par des panneaux solaires.
L'État est propriétaire du phare et de ses abords. Le sémaphore et l'ancienne maison des gardiens de phare appartiennent au Conservatoire du Littoral. Les Glénans, après avoir restauré la ferme au début des années 1950, ont bâti quelques bâtiments entre 1955 et 1965.

## Pour approfondir